# 춘천지방법원 원주지원

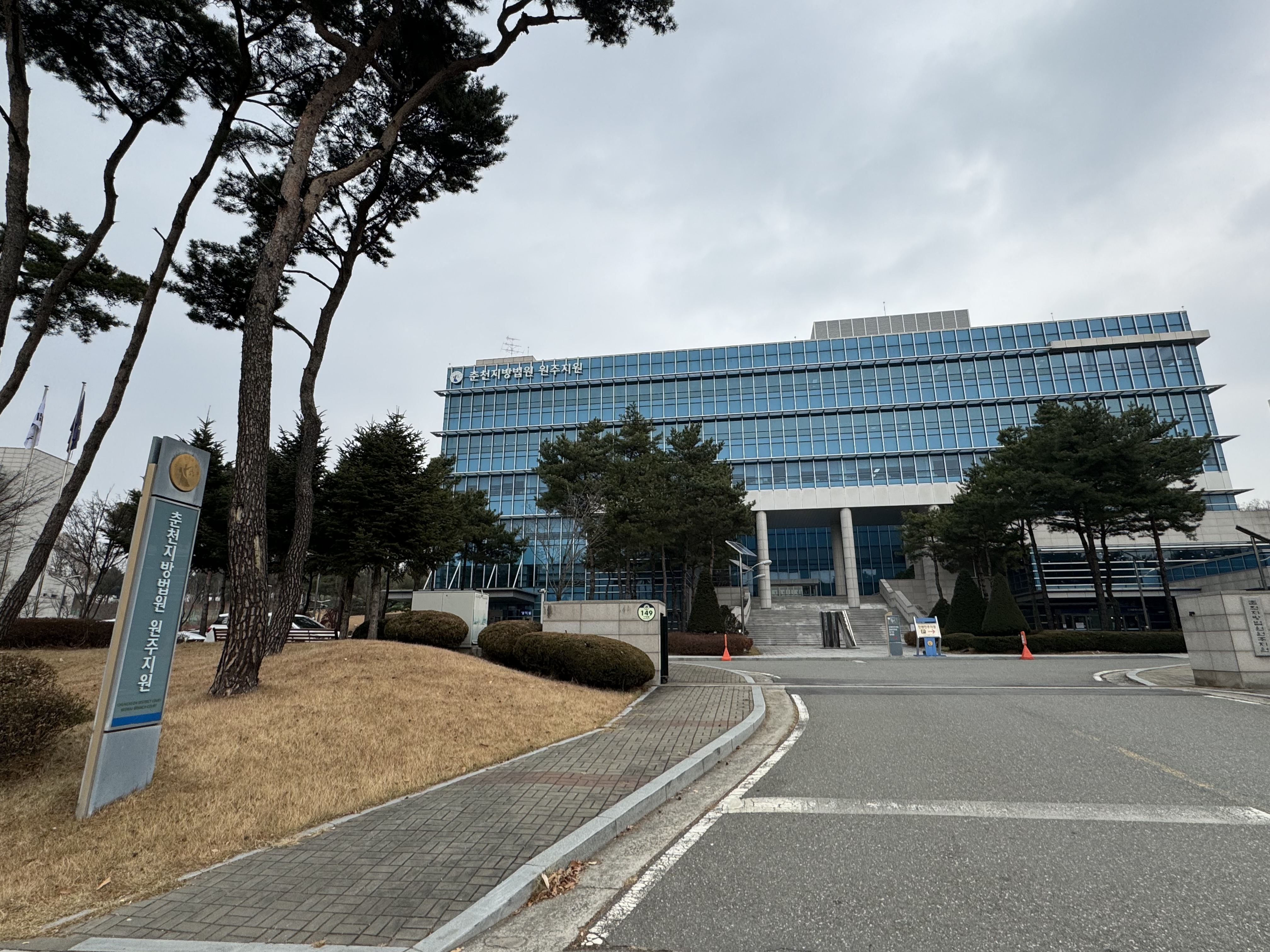

춘천지방법원 원주지원은 춘천지방법원 관할구역 중 원주시, 횡성군의 재판을 관할하는 지방법원이다.

## 관할 구역
- 재판관할
  - 원주지원: 원주시, 횡성군
  - 횡성군법원: 횡성군
- 등기관할
  - 원주지원 등기계: 원주시
  - 횡성등기소횡성군